# 法克特里海崖
法克特里海崖（英語：Factory Bluffs），是南極洲的海崖，位於南奧克尼群島的西格尼島東部，處於法克特里灣以南，海拔高度120米，現時由南極條約體系管理。